# Margot Bennett
Pour les articles homonymes, voir Bennett.
Margot Bennett, née Margot Mitchell le 19 janvier 1912 à Lenzie, en Écosse, et morte le 6 décembre 1980 à Londres en Angleterre, est une femme de lettres et une scénariste britannique, auteure de roman policier et de science-fiction.

## Biographie
Elle fait des études en Écosse, puis en Australie. Dans les années 1930, elle travaille dans la publicité à Sydney, puis à Londres. Elle est infirmière pendant la guerre d’Espagne.
En littérature, elle amorce sa carrière d'écrivain, à partir de 1943, par la publication de nouvelles, d'articles et de poèmes dans divers magazines. En 1945, elle publie son premier roman, Time to Change Hats. L'année suivante paraît La Mort du petit poisson (Away Went the Little Fish), son seul roman traduit en français.
En 1955, elle écrit un roman de science-fiction The Long Way Back, sur la colonisation de l'Afrique par l'Angleterre après un holocauste nucléaire.
En 1958, avec Someone from the Past, elle est lauréate du Gold Dagger Award.
En 1959, elle est admise au sein du Detection Club

## Œuvre

### Romans
- Time to Change Hats (1945)
- Away Went the Little Fish (1946), roman policier Publié en français sous le titre La Mort du petit poisson, Londres, Nicholson & Watson, coll. « La Tour de Londres » no 3, 1947
- The Golden Pebble (1948)
- The Widow of Bath (1952), roman policier
- Farewell Crown and Goodbye King (1952), roman policier
- The Long Way Back (1955), roman de science-fiction
- The Man Who Didn't Fly (1955), roman policier
- Someone from the Past (1958), roman policier - Gold Dagger Award 1958
- Farewell Crown and Goodbye King (1961), roman policier
- That Summer's Earthquake (1964)
- The Furious Masters (1968), roman de science-fiction

### Nouvelles
- An Artist in the Family (1943)
- No Bath for the Browns (1945)
- An Old-Fashioned Poker for My Uncle’s Head (1946) Publié en français sous le titre Réaction en chaîne, Paris, Éditions OPTA, Fiction no 20, juillet 1955
- The Seed in the Soil (1948)
- Who is Sylvia? (1949)
- The Thousand Pound Thought (1950)
- A Carriage to Themselves (1950)
- A Question of Values (1950)

### Autre publication
- The Intelligent Woman's Guide to Atomic Radiation (1964)

## Filmographie

### En tant que scénariste pour le cinéma
- 1959 : The Man Who Liked Funerals (en), film britannique réalisé par David Eady
- 1959 : The Crowning Touch (en), film britannique réalisé par David Eady

### En tant que scénariste pour la télévision
- 1958 – 1959 : 10 épisodes de la série télévisée britannique Emergency – Ward 10 (en)
- 1959 : 6 épisodes de la série télévisée britannique The Widow of Bath
- 1959 : 2 épisodes de la série télévisée britannique The Third Man (en)
- 1960 à 1962 : 7 épisodes de la série télévisée britannique Maigret
- 1961 : 1 épisode de la série télévisée britannique They Met in a City
- 1962 : 1 épisode de la série télévisée britannique Suspense
- 1965 : 1 épisode de la série télévisée britannique The Flying Swan
- 1965 - 1966 : 5 épisodes de la série télévisée britannique The Big Spender
- 1966 : 4 épisodes de la série télévisée britannique Quick Before They Catch Us (en)

## Sources
: document utilisé comme source pour la rédaction de cet article.
- Claude Mesplède (dir.), Dictionnaire des littératures policières, vol. 1 : A - I, Nantes, Joseph K, coll. « Temps noir », 2007, 1054 p. (ISBN 978-2-910-68644-4, OCLC 315873251), p. 204-205